# Cuiseur solaire
Pour les articles homonymes, voir four solaire.
Un cuiseur solaire, également appelé couramment cuisinière solaire ou four solaire, est un système de cuisson captant le rayonnement infrarouge du soleil pour sécher, chauffer, cuire, torréfier ou pasteuriser des boissons et d'autres aliments. Il s'agit d'un type de four solaire, d'autres types ayant des usages différents, tels que la production d'électricité.

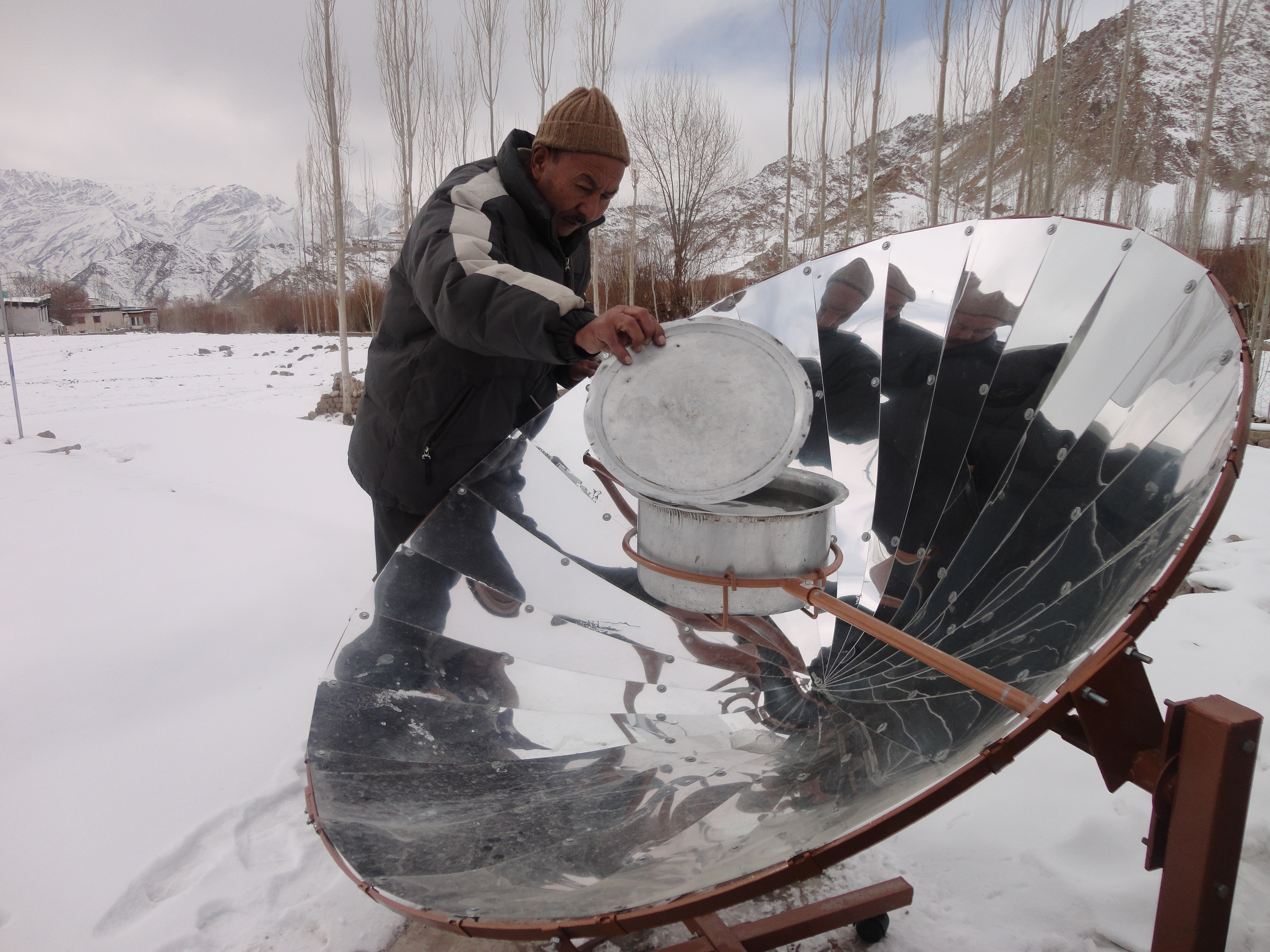
Cuiseur solaire au Ladakh (février 2012).

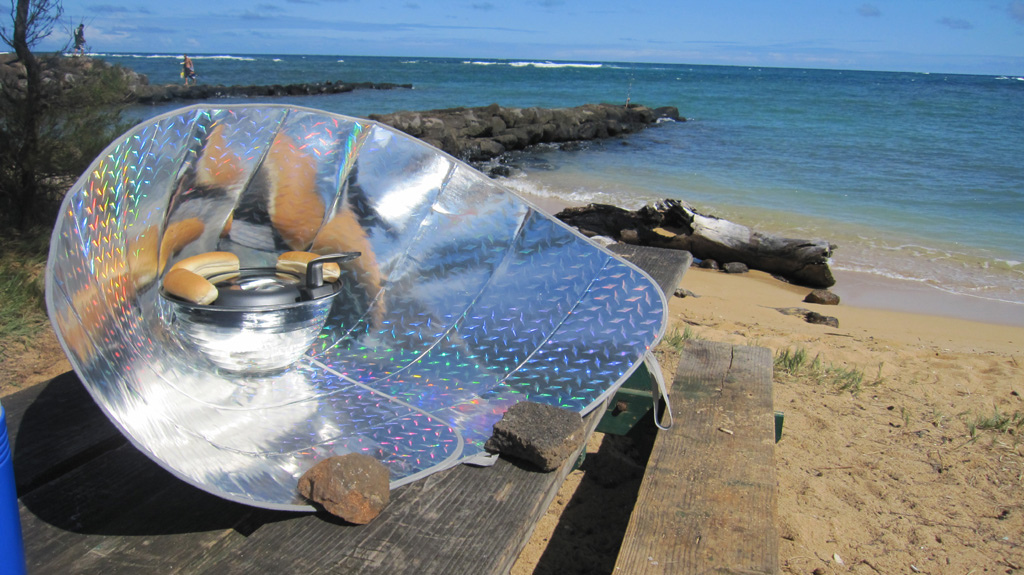
Exemple de cuiseur solaire (chauffant ici des hot-dogs).

Il en existe de nombreux types : des modèles low-tech, autoconstruits et bon marché (parfois aussi puissants que leur équivalent électrique ou à bois, gaz ou charbon) aux modèles coûteux et sophistiqués permettant des rendements solaires dépassant 90 % et de nourrir des milliers de personnes chaque jour, comme le bol solaire d'Auroville, en Inde, qui prépare deux repas par jour pour 1 000 personnes, ou en Inde, de produire 38 500 repas par jour.
Parce qu'ils fonctionnent (tant qu'il y a du soleil) sans énergie électrique, ni bois, ni carburants fossiles, de nombreuses ONG caritatives et environnementales et autres entités encouragent leur diffusion et leur utilisation dans le monde, pour lutter contre la précarité énergétique, freiner la déforestation et la désertification (parfois dues à la collecte du bois de cuisson), réduire la pollution de l'air, améliorer la santé, notamment dans des régions où les populations sont déjà en état de pénurie énergétique, et de diminuer la consommation de gaz naturel ou d'électricité dans les pays industrialisés. Certains de ces cuiseurs permettent une activité professionnelle où la cuisson repose entièrement sur l'énergie solaire thermique.

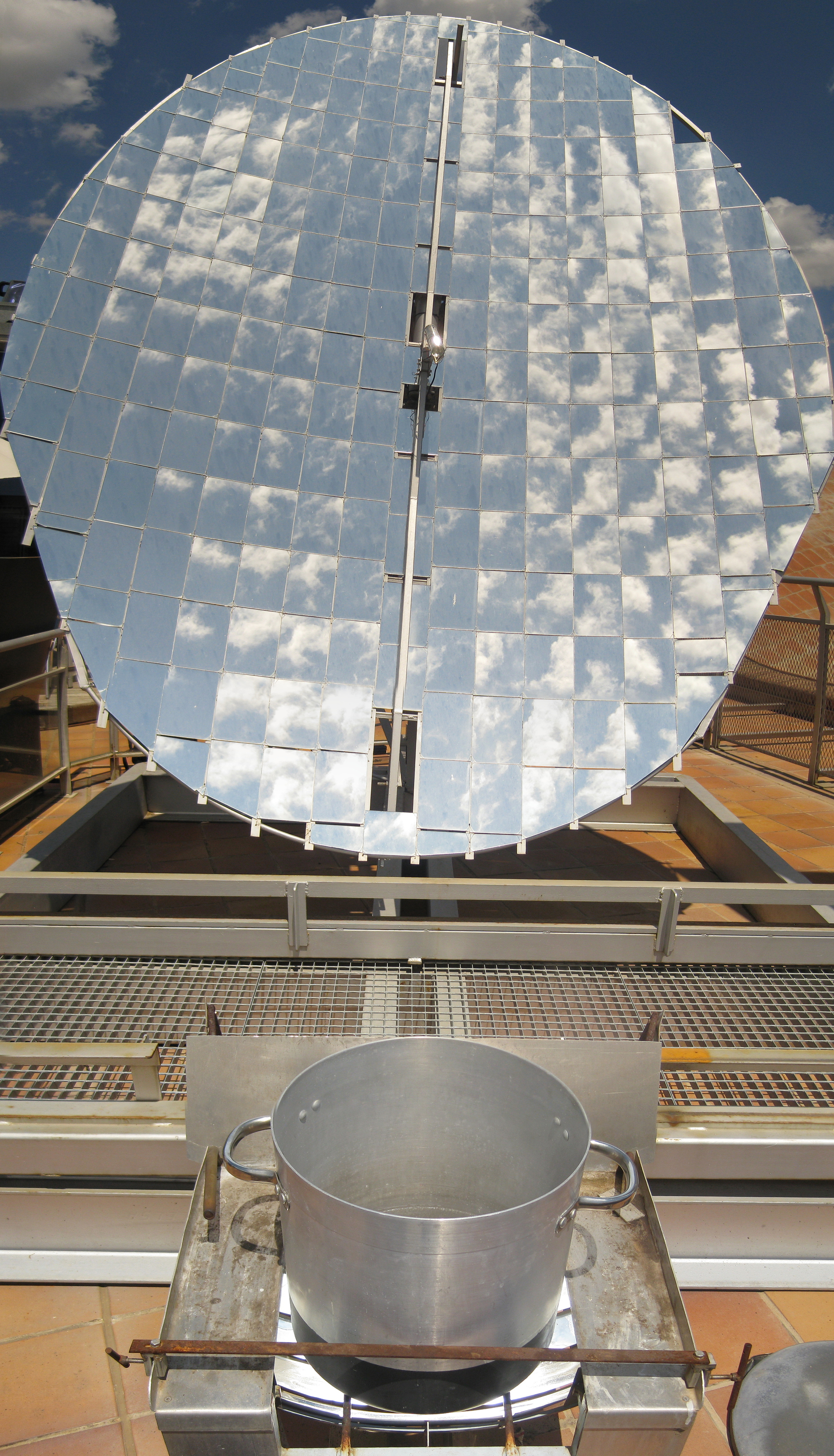
Cuiseur solaire avancé modèle Scheffler : 16 m2 et 3 kW de puissance nominale.

## Histoire
En 1767, Horace-Bénédict de Saussure fait la première description scientifique connue du principe de cuiseur solaire (voir l'héliothermomètre).
La Légion étrangère l'utilise dès les années 1870.
Des expériences pédagogiques et scientifiques sur les fours solaires sont régulièrement réalisées dans le cadre de projets scolaires ou universitaires (comme le Solar Oven Throwdown à l'université de l'Arizona), montrant aux élèves qu'il est possible d'atteindre des températures élevées et de prédire ces températures via des modèles mathématiques.

### Principe de fonctionnement
Le cuiseur solaire comprend un dispositif qui concentre le rayonnement solaire (par une ou plusieurs surfaces réfléchissantes ou une lentille) vers la zone de cuisson (le récepteur). Le récepteur absorbe le rayonnement solaire (rayonnement visible essentiellement) et le convertit en chaleur via un matériaux absorbeur qui peut être une surface pour chauffer l'air d'un four ou un contenant de type casserole qui contient les aliments. Cette chaleur est parfois stockée dans des matériaux pour utiliser leur inertie thermique et lisser la température du récepteur s'il y a des variations d'ensoleillement.
Une partie du dispositif peut être mobile (lentilles, ou surfaces « à haute réflexion optique », tels les miroirs), ou l'ensemble peut être, d'une seule pièce, orientable pour suivre la trajectoire du soleil.
Une géométrie de surface adéquate de la surface réfléchissante permet de concentrer, d'un facteur variable suivant la configuration, le rayonnement solaire, pour produire des températures suffisamment élevées pour la cuisson, la torréfaction ou la stérilisation. Les systèmes atteignent des températures de 65 °C (150 °F) (températures de cuisson) à 400 °C (750 °F) (températures de grillade/saisie) par temps bien ensoleillé.
L'efficacité thermique peut être maximisé de plusieurs manières :
- en utilisant des matériaux très absorbant du rayonnement solaire (souvent de couleur noir mat) ;
- en réduisant les pertes par convection thermique autour de l'aliment et de son récipient, par exemple en isolant l'air dans un four. Un simple couvercle posé sur le récipient améliore la rétention de chaleur en minimisant la perte par convection et évaporation.
- en jouant sur l'effet de serre en plaçant les aliments dans une enceinte fermée partiellement en verre pour laisser passer la lumière solaire (rayonnement visible) qui va augmenter la température de l'enceinte et pour limiter les pertes par émission de rayonnement infrarouge de la zone de cuisson. Ces contenants peuvent être aussi basiques qu'un sac en plastique transparent, être une enceinte vitrée complétée avec des parois isolantes ou, dans une version plus technique, être une double paroi vitrée sous vide pour réduire fortement les pertes thermiques (voir plus bas différents types de configuration).

Suivant les choix effectués sur ces points, l'efficacité obtenue influe sur la température dans l'enceinte et des aliments (et les types de cuisson faisable) et sur la puissance obtenue (et, en première approximation, sur la quantité d'aliment que l'on peut transformer).

## Utilisation et spécificités

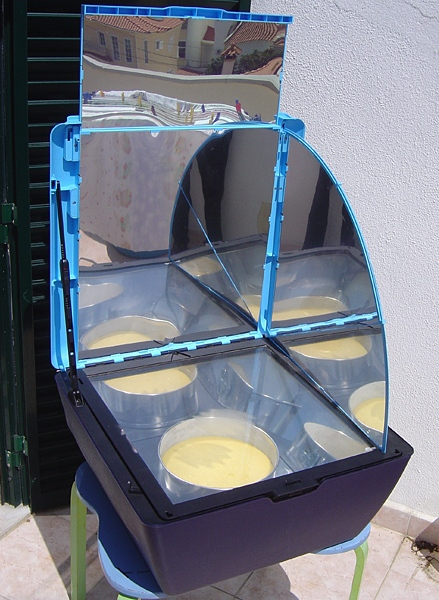
Four solaire en cours d'utilisation.

Les modalités de cuisson varient avec type de cuiseur solaire et l'ensoleillement.
Les aliments sont préparés de la même manière que pour un four ou une cuisinière classique, mais généralement coupés en plus petits morceaux pour qu'ils cuisent plus vite, généralement à l'étouffée sous un couvercle pour accélérer la cuisson et/ou éviter la déshydratation de l'aliment ; si plusieurs aliments doivent être cuits séparément, ils sont placés dans des récipients différents.
La nourriture est placée dans un récipient, à l'intérieur du cuiseur. Le récipient est éventuellement surélevé sur un support (grille métallique terre cuite ou un autre matériau dissipateur de chaleur) pour être dans le point focal chaud ; et le cuiseur est placé au soleil. Les aliments cuisant rapidement peuvent être ajoutés ultérieurement. Ainsi, La cuisson du riz d'un repas de midi peut être lancée tôt le matin, et d'autres ingrédients (légumes, fromage, soupe…) ajoutés au cuiseur solaire en milieu de la matinée.
Selon la taille du cuiseur solaire et le nombre et la quantité d'aliments cuits, une famille peut utiliser un ou plusieurs cuiseurs solaires.

## Spécificités
Contrairement à la cuisson sur une cuisinière ou sur un feu, qui peut nécessiter plus d'une heure de surveillance constante, dans un four solaire, les aliments ne sont généralement pas remués ni retournés, car cela n'est pas nécessaire et parce que chaque ouverture du four laisse s'échapper la chaleur et ralentit ainsi la cuisson. Il est difficile de brûler des aliments dans un cuiseur solaire.[réf. nécessaire]
Régulièrement, le four doit être réorienté face au soleil en veillant à ce qu'il ne soit pas à l'ombre de bâtiments, objets ou végétation proche. La périodicité de réorientation dépend fortement de la configuration du four : certains, comme les fours paraboliques, doivent être réorientés toutes les quelques minutes, d'autres, comme les fours boites, nécessitent seulement une réorientation toutes les une à deux heures. Si la cuisson doit être longue et sans surveillance durant de nombreuses heures pendant la journée, le four solaire peut être, par anticipation positionné pour faire face au point où le soleil sera lorsqu'il sera le plus haut dans le ciel.
Le goût particulier conféré aux aliments (viandes, poissons et aliments gras notamment) par la fumée issue de la combustion de bois ou du charbon n'existe pas dans le four solaire, mais certains cuiseurs solaires permettent de faire des fritures. Le pain et les gâteaux brunissent sur le dessus plutôt que sur le dessous.
Le temps de cuisson est très lié à l'équipement utilisé (plus ou moins sensible à la température et à l´humidité de l'air), au vent, à la latitude, au degré d'ensoleillement, à la quantité d'aliments à cuire. Les aliments cuisent le plus vite dans les heures précédant et suivant le moment où le soleil est au zénith, puisque l'énergie reçue est alors maximale. Au même endroit, quand avec un petit cuiseur à panneaux réfléchissants, il sera possible de faire fondre du beurre en quinze minutes, de faire cuire des biscuits en 2 heures et de cuire du riz pour quatre personnes en quatre heures, un cuiseur solaire parabolique performant grillera un steak en quelques minutes (sous réserve que les conditions météorologiques le permettent).

## Économies d'énergie réalisables grâce à l'usage d'un four solaire

### En zone tropicale

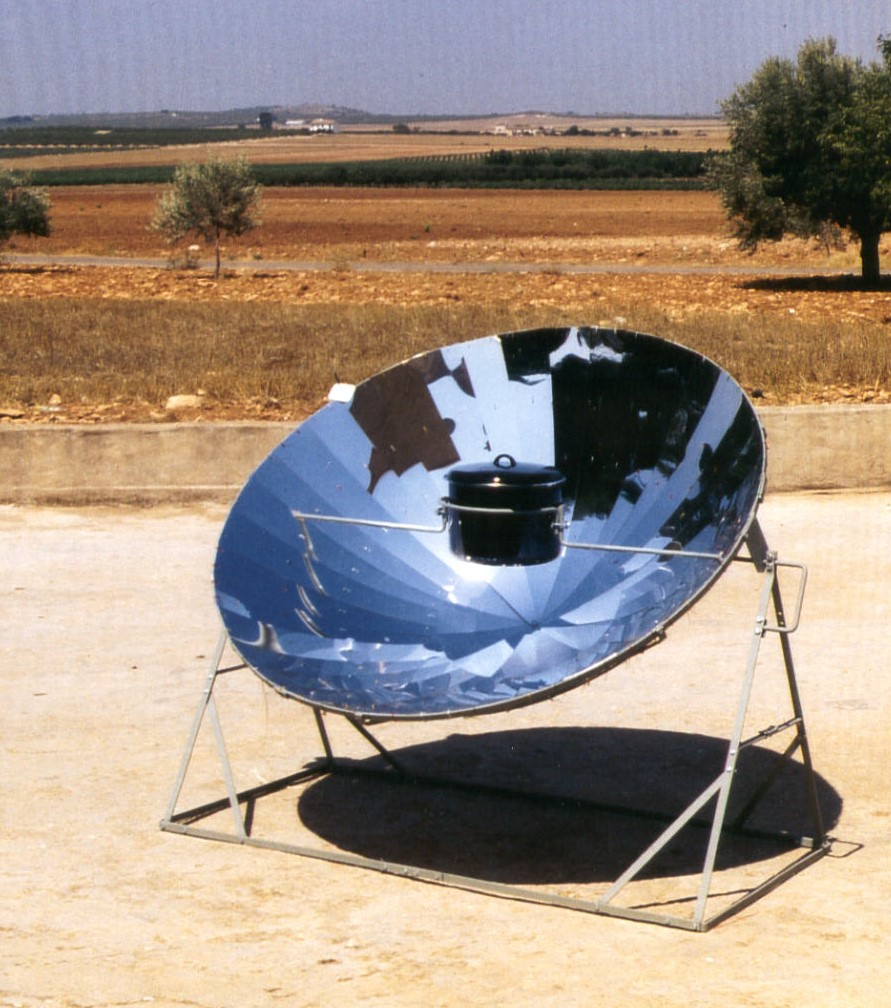
En zone isolée, aride (généralement ensoleillée), le cuiseur solaire permet d'économiser le bois de cuisson et l'électricité ; ici : cuiseur solaire parabolique type SK 12, avec une marmite adaptée.

Selon un article de l'Atlas de la cuisine solaire de novembre 2020, chaque jour, un habitant du continent africain consomme, pour faire cuire sa nourriture, entre 1 et 1,5 kg de bois, aggravant globalement la déforestation et la désertification de certaines zones sensibles. Au total sur l'année, cela représente pour une famille africaine moyenne de six personnes plus de quatre tonnes de dioxyde de carbone émis.
La dernière étude carbone disponible (2008) sur le barbecue (ou parabole) solaire modèle Alsol K14 montre que l'empreinte carbone d'une parabole de cuisson solaire en aluminium et acier est de 143 kg (le cycle de vie prend en compte la fabrication de la parabole de l'extraction des matières premières en passant par les différents transports et consommations d'énergies intermédiaires émettrices de gaz à effet de serre, jusqu'à la fin de vie : réutilisation, recyclage ou mise en décharge en tant que déchet inerte).
L'amortissement écologique basé sur les émissions en CO2 est donc extrêmement rapide dans les régions les plus proches de l'équateur. De plus, Alcan, fournisseur de l'aluminium Solar surface utilisé pour la fabrication de l'Alsol K14, précise que la durée de vie des réflecteurs est supérieure à quinze ans sur la base d'une utilisation quotidienne dans un pays en développement.

### En zone tempérée

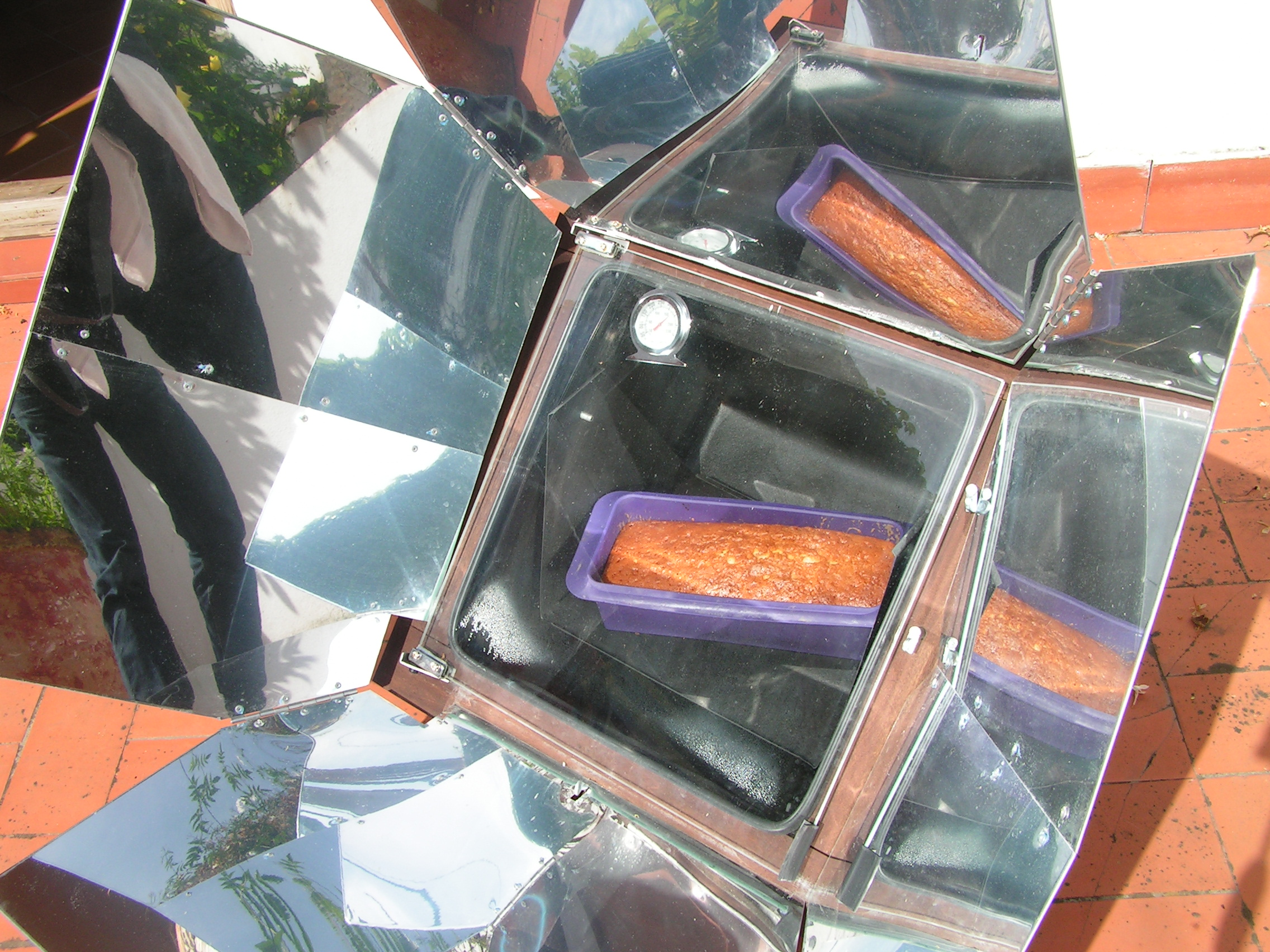
Cake cuit dans un cuiseur solaire en France.

Selon l'Atlas de la cuisine solaire, en 2020, un Européen dépend à plus de 80 % des énergies fossiles pour la cuisson de ses aliments, de manière directe ou indirecte en consommant soit de l'énergie électrique, soit du gaz. Ces énergies ont un coût estimé à 60 € par an pour une famille moyenne française et ont également des effets néfastes (émissions de CO2, résidus radioactifs…).
Selon la même source, utilisé en France de temps en temps comme alternative à la cuisson au gaz ou électrique, un cuiseur solaire permet d'éviter le rejet au cours de sa vie de quelques tonnes de CO2 et de réaliser une économie de 10 à 20 € par an. Durant la vie d'un four solaire, son empreinte écologique et son prix sont donc largement amortis.

#### Avantages
En Afrique sub-saharienne, avec près de 300 journées ensoleillées par an, si on considère une dépense moyenne de 200 FCFA[Lequel ?] (0,30 €) par jour pour le bois, le four permet de réaliser une économie de l’ordre de 60 000 FCFA (92 €) par an.
Concernant la santé, la cuisinière solaire permet de stériliser diverses boissons et de rendre potable l’eau, souvent source de maladies hydriques (diarrhées, choléra, dysenterie, bilharziose…). Elle évite aussi les fumées du bois et charbon de cuisine, polluantes, irritantes et toxiques (source de cancers notamment), sachant que les femmes et enfants y sont souvent les plus exposés. Le déboisement, la désertification et l’érosion des sols, ainsi que l’effet de serre en sont d'autant réduits ; pendant que la biomasse que constituent les branches, l’herbe et la bouse peuvent servir d'engrais naturels pour enrichir ou restaurer les sols. L'intérêt économique de la cuisinière solaire compte aussi : elle réduite de 90 % les dépenses de combustibles des ménages, et sa fabrication est source de création d’emplois locaux.
Sur le plan social, elle libère femmes et enfants du temps important et pénible passé à la « corvée de bois » ; ce temps devient disponible pour l’éducation, la formation, les soins à la famille…

#### Limites du cuiseur solaire
Il ne fonctionne que le jour et par temps ensoleillé.
Des réticences sociopsychologiques à son utilisation peuvent apparaître. Elles impliquent, avant de lancer un plan ambitieux d’implantation de cuiseurs solaires, de convaincre la population de son utilité, donc de réaliser une véritable étude d’implantation et de faisabilité, en identifiant la nature des freins (culturels ou autres) et de réfléchir aux moyens de lever ou contourner les obstacles identifiés.

## Typologie

### Le cuiseur «boîte»

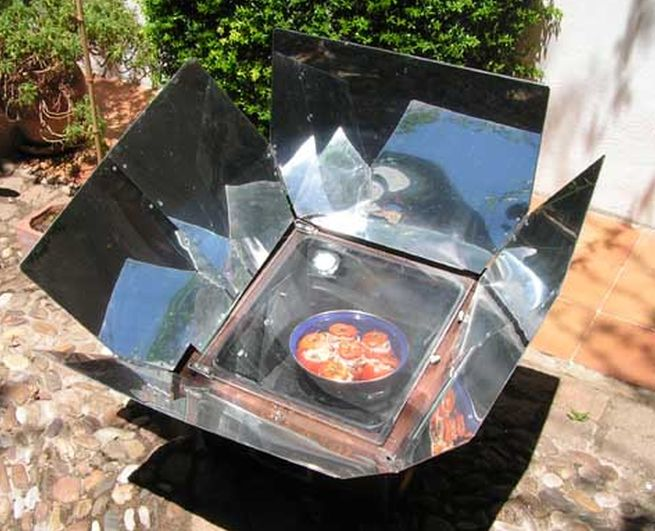
Ces fours existent en version Low-tech DIY fait de carton, de journaux et de rouleau d'aluminium ménager ou en version commercialisée en bois ou en plastique.

Ses parois thermiquement isolantes, sa face supérieure constituée d'une vitre ou d'un plastique permanent et l'adjonction d'un système réfléchissant et concentrateur extérieur accélèrent la montée en température de la boite qui atteint généralement 100 °C - 130 °C (210 °F - 270 °F), soit moins que le maximum dans un four standard, mais assez pour cuire les aliments sur une période un peu plus longue.
Pour maximiser la capture du rayonnement infrarouge, le fond intérieur de la boîte peut être peint en noir-mat, et les parois sont couvertes d'un matériau réfléchissants qui réduit la perte de chaleur radiative et renvoie les infra-rouges vers les aliments ou le fond sombre, qui est en contact avec les pots).
Les aliments sont, si possible, eux-mêmes placés dans une contenant noir-mat ou sombre, cuisent lentement dans la boite qui peut aussi retenir l'humidité. Ce four fonctionne même avec une orientation non-optimale, et même par temps un peu nuageux ; Une variante mais peu recommandée est le « pneu cuisinier », qui fonctionne que dans les régions où le rayonnement est intense, mais peut poser problème en raison de l'odeur et des composants toxiques du caoutchouc de synthèse utilisé.
Les parois de la boîte doivent être isolante et résister à des températures allant jusqu'à 150 °C (300 °F) sans fondre ni dégazer. Dans certaines versions low-tech, du papier journal froissé, de la laine, des chiffons, de l'herbe sèche, des feuilles de carton, des isolants thermiques récupérés, etc. sont utilisés pour isoler les parois de la cuisinière. L'extérieur des pots en métal et/ou les plateaux inférieurs peuvent être assombris par une peinture en aérosol noire mate (qui doit être non-toxique lorsqu'elle est chauffée), de la peinture noire gouache, tempera, etc, ou de la suie provenant de matériaux calcinés.

### Cuiseur solaire parabolique

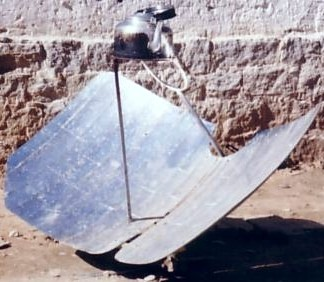
Exemple de modèle robuste, qui chauffe ici une théière au Tibet.

Sa parabole réfléchissante concentre les rayons en un point focal correspondant au fond d'un récipient (si possible mat, noir ou foncé) qui absorbera le rayonnement solaire. En effet, si un réflecteur est à symétrie axiale et a une forme telle que sa section transversale soit une parabole, il a la propriété d'amener des rayons parallèles de lumière (comme la lumière du soleil) à se concentrer en un point focus. Si l'axe de symétrie est dirigé vers le soleil, tout objet situé au « foyer » reçoit une lumière solaire très concentrée et devient donc très chaud (la friture est possible).
Avantages : si la parabole est assez grande, la température est comparables à celles atteintes dans les grils à bois, gaz et ou charbon. Certains projets de cuiseurs solaires paraboliques en Chine permettent à une famille de diminuer leur émission de dioxyde de carbone de une à quatre tonnes par an, ce qui leur permet de recevoir des crédits carbone à travers le Clean Development Mechanism  et le Gold Standard.
Inconvénients : la parabole doit être régulièrement réorienté pour rester face au soleil, mais l'aliment monte plus vite en température, avec un risque accru de carbonisation des aliments au contact d'un contenant trop chaud.
Il existe une grande variété de cuiseur parabolique, allant de modèles très simples à des fours intégrant des matériaux et des conceptions de pointe, permettant des rendements énergétiques solaires dépassant les 90 %.

### Réflecteurs paraboloïdes

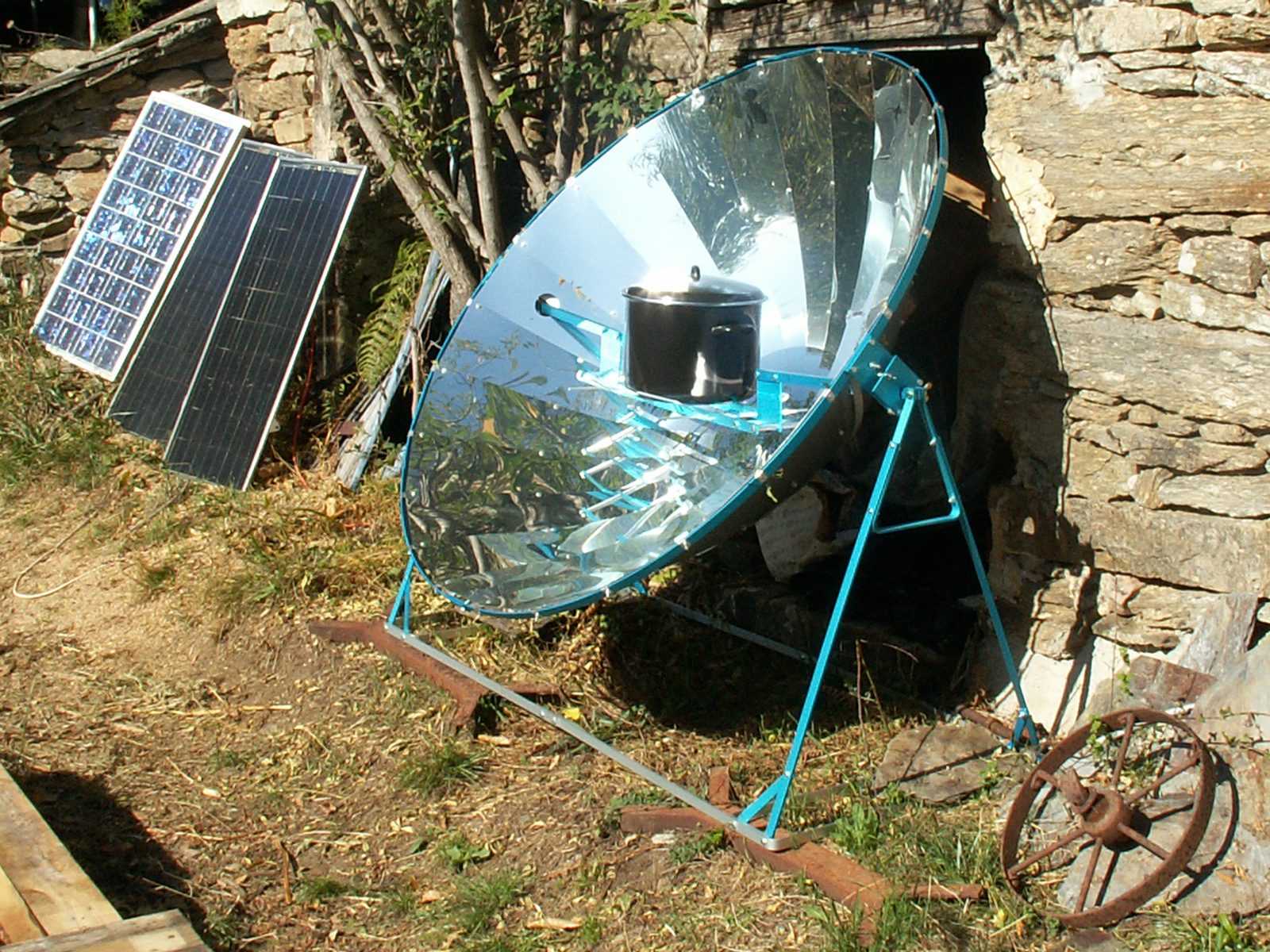
Cuiseur solaire paraboloïde, à construction segmentée.

Les réflecteurs paraboloïdes chauffent aussi bien et vite ou mieux qu'une cuisinière conventionnelle, en générant des températures élevées, mais ils nécessitent des réglages et une surveillance fréquents pour un bon fonctionnement. Des centaines de milliers de ces cuiseurs seraient utilisés dans le monde (en Chine, essentiellement) [citation nécessaire].
Parce qu'ils suivent des « courbes composées », ils sont mathématiquement et physiquement plus difficiles à réaliser à la main et avec un équipement simple que les systèmes à courbes simples. Ils sont donc souvent fabriqués par rassemblement de nombreux petits segments ayant tous des courbes simples qui, ensemble, se rapprochent des courbes composées.
Ces fours peuvent être orientés manuellement en déplaçant la parabole ou l'ensemble du four solaire. Ces fours peuvent aussi être motorisés pour assurer un suivi automatique du mouvement du soleil (de façon similaire au mouvement des miroirs de télescopes).

### Réflecteur de Scheffler

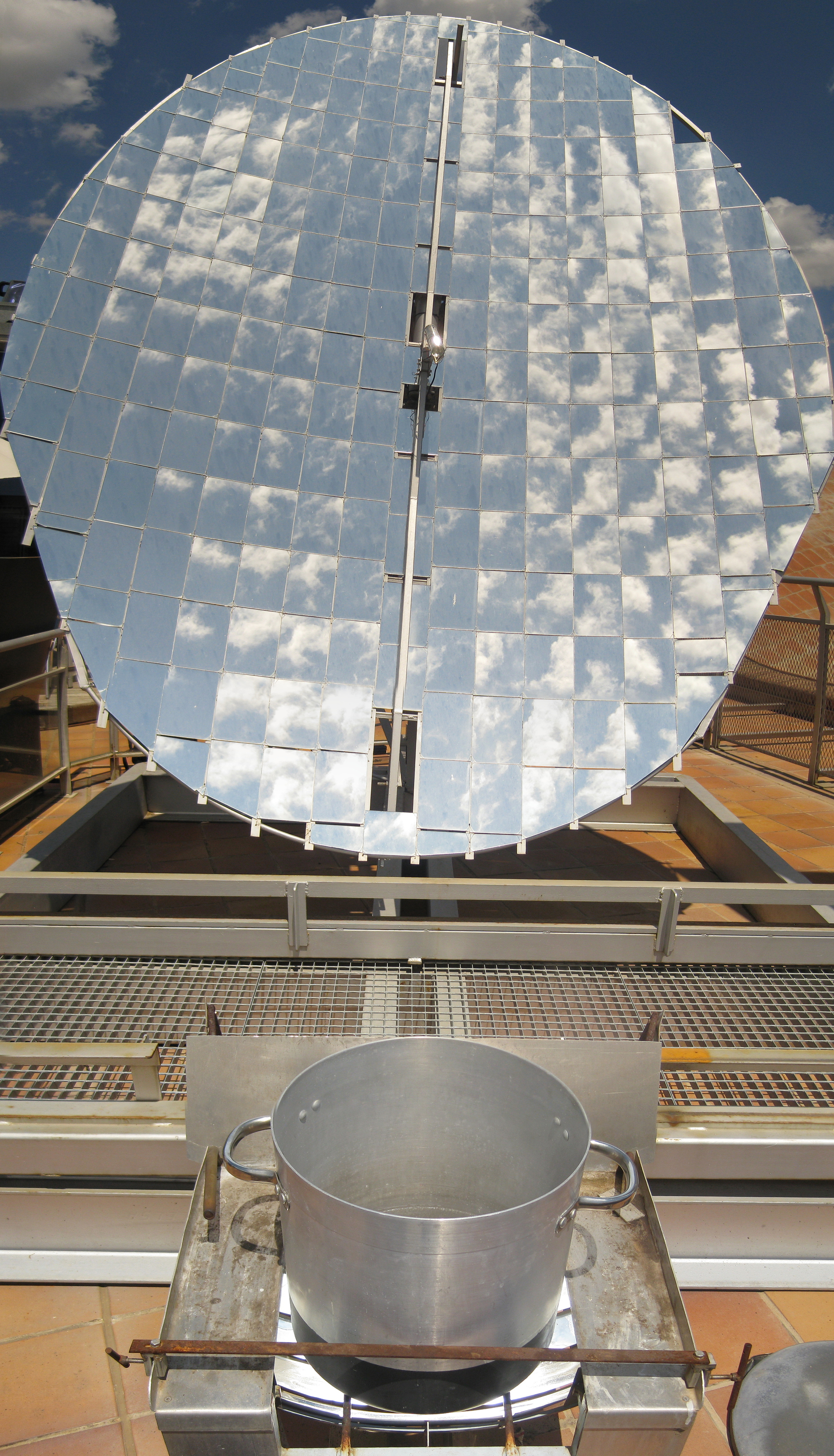
Cuiseur Scheffler (réflecteur de 16 m2, concentrant 3 kW de chaleur).

Le cuiseur Scheffler (créé par Wolfgang Scheffler) utilise un grand réflecteur idéalement paraboloïdal tournant autour d'un axe parallèle à celui de la Terre à l'aide d'un mécanisme mécanique, tournant à 15 degrés par heure pour compenser la rotation de la terre. L'axe passe par le centre de masse du réflecteur, ce qui permet de tourner facilement le réflecteur. Le récipient de cuisson est situé au foyer qui se trouve sur l'axe de rotation, de sorte que le miroir concentre la lumière du soleil sur lui toute la journée. Le miroir doit parfois être incliné autour d'un axe perpendiculaire pour compenser la variation saisonnière de la déclinaison du soleil. Cet axe perpendiculaire ne traverse pas le récipient de cuisson. Par conséquent, si le réflecteur était un paraboloïde rigide, son foyer ne resterait pas stationnaire au niveau du récipient de cuisson lorsque le réflecteur s'incline. Pour maintenir le foyer fixe, la forme du réflecteur doit varier. Il reste parabolique, mais sa distance focale et d'autres paramètres changent à mesure qu'il s'incline. Le réflecteur Scheffler est donc flexible, et peut être courbé pour ajuster sa forme. Il est souvent composé d'un grand nombre de petites sections planes, comme des miroirs en verre, reliées entre elles par du plastique souple. Un cadre qui supporte le réflecteur comprend un mécanisme qui peut être utilisé pour l'incliner et également le plier de manière appropriée. Le miroir n'est jamais exactement paraboloïdal, mais il est toujours suffisamment proche pour la cuisson[citation nécessaire].
Le réflecteur rotatif peut être situé à l'extérieur et la lumière du soleil réfléchie passer à travers une ouverture dans un mur dans une cuisine intérieure, souvent une grande cuisine commune, où la cuisine est faite[citation nécessaire].
Hors temps de cuisson d'aliments, on peut aussi théoriquement lui faire produire de la vapeur.

### Note: réflecteurs paraboliques et centres de masse

Une projection oblique d'un réflecteur parabolique à mise au point équilibrée.

Des réflecteurs paraboliques dont les centres de masse coïncident avec leurs points focaux sont utiles. Ils peuvent être facilement tournés pour suivre les mouvements du soleil dans le ciel, tournant autour de n'importe quel axe passant par le foyer. Deux axes perpendiculaires peuvent être utilisés, se croisant au foyer, pour permettre au paraboloïde de suivre à la fois le mouvement quotidien du soleil et son mouvement saisonnier. La marmite reste immobile au foyer. Si le réflecteur parabolique est à symétrie axiale et est constitué d'un matériau d'épaisseur uniforme, son centre de masse coïncide avec son foyer si la profondeur du réflecteur, mesurée le long de son axe de symétrie du sommet au plan de la jante, est de 1,8478 fois sa distance focale. Le rayon du bord du réflecteur est de 2,7187 fois la distance focale. Le rayon angulaire de la jante, vu du point focal, est de 72,68 degrés[citation nécessaire].

### Cuiseur à réflecteurs sphérique

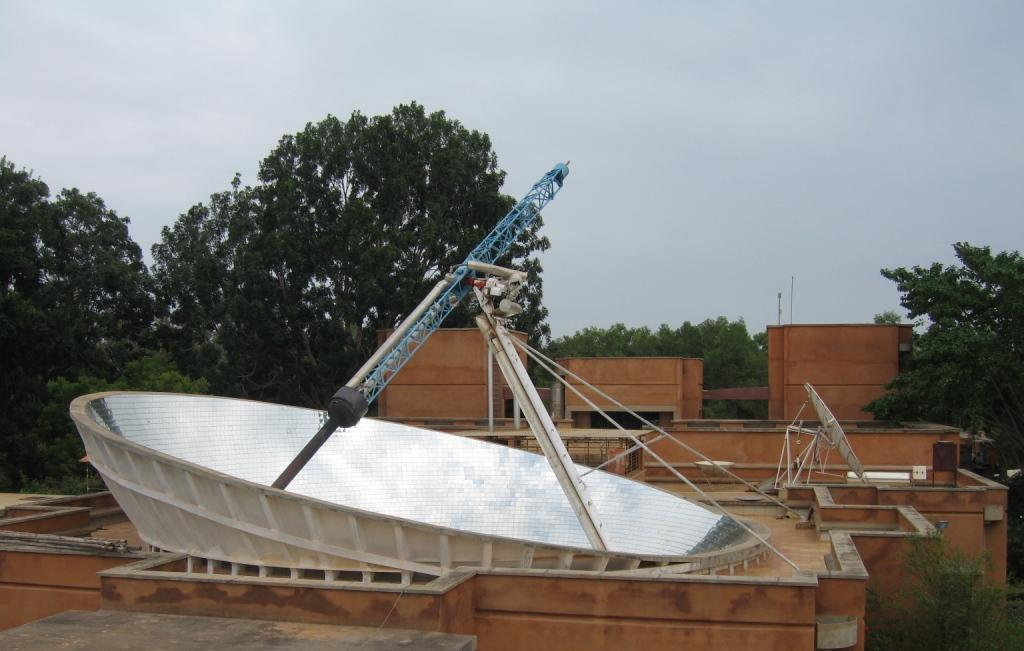
Le cuiseur dit « bol solaire » (The Solar Bowl) d'Auroville, en Inde.

Le réflecteur sphérique fonctionnent un peu comme un réflecteur paraboloïde. Disposé de sorte que son axe de symétrie soit dirigé vers le soleil afin que la lumière soit concentrée sur un foyer. Mais il n'a pas de point focal précis, en raison d'un phénomène physique dit d'« aberration sphérique ». Pour une efficacité de cuisson équivalente, le miroir doit être nettement plus grand.
Les fabricants de certaines paraboles à concentration ne nécessitant pas une mise au point précise ont opté pour une courbure sphérique plutôt que paraboloïde. Si le rayon du bord du réflecteur sphérique est petit par rapport au rayon de courbure de sa surface (le rayon de la sphère dont le réflecteur fait partie), le réflecteur se rapproche d'un paraboloïde avec une distance focale égale à la moitié du rayon de courbure [citation nécessaire].

### Cuiseur à miroir cylindro-parabolique et tube en verre

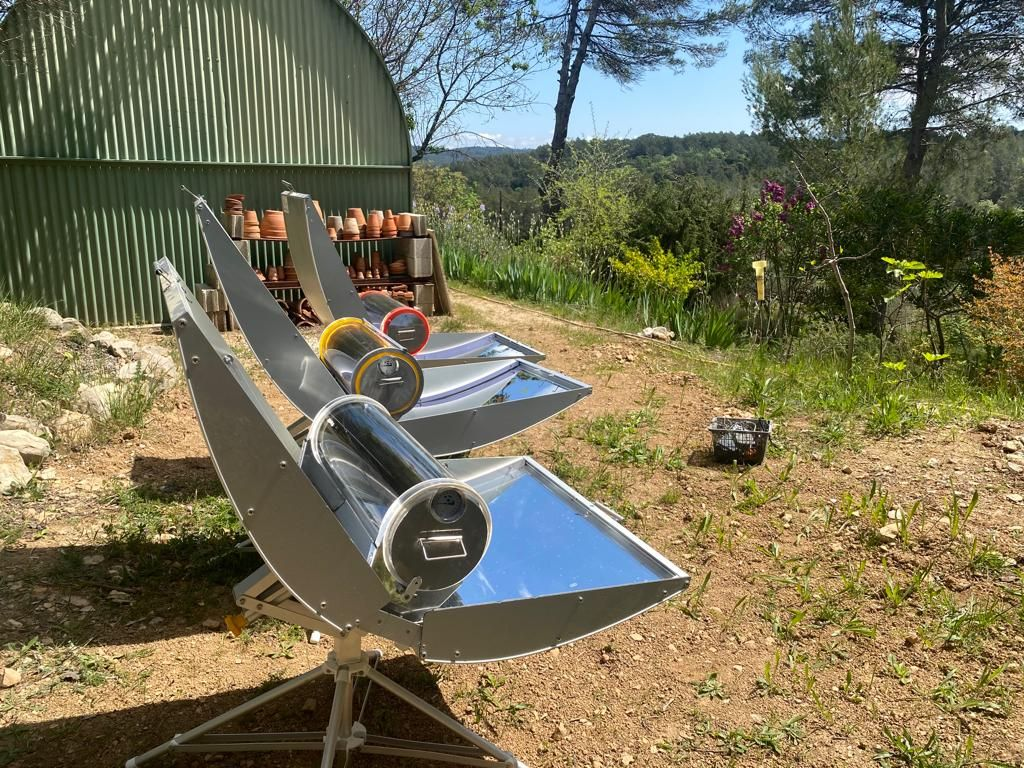
Test de cuiseur solaire sous vide.

Le miroir cylindro-parabolique (MCP) concentre la lumière solaire dans un dispositif linéaire dont la ligne focale est alignée sur un axe horizontal est-ouest et de sorte que son axe de symétrie vise le soleil à midi (avec une inclinaison à corriger au fil des saisons). Les aliments à cuire sont disposés le long de cette ligne.
La partie « four » de ce type de cuiseur est souvent un tube de cuisson central, fait en verre borosilicate (très résistant aux chocs thermiques). Ce tube est scellé sous vide entre deux couches de verre. Le vide transforme le tube en une super serre tout en jouant un rôle d'isolant thermique. L'intérieur du tube est doublé de cuivre, d'inox et de nitrile d'aluminium pour absorber et répartir au mieux la chaleur du soleil.
Un tube en verre avec ce système de réflecteur augmente l'énergie thermique absorbée, permettant de cuire un repas en 20 minutes
Avantages : il est plus facile à utiliser que le paraboloïde, plus simple à construire et ne nécessite pas de grands réflecteurs.
Inconvénients : il a une efficacité moindre. Et il n'est utilisé que dans les heures proches de midi (sauf s'il est asservi à un mécanisme de suivi automatique du soleil). Le tube en verre reste fragile et peut casser. Le dispositif est plus coûteux et sophistiqué.
Il existe en Inde des modèles dotés d'un dispositif de stockage d'énergie (installés au bas du tube) permettant de cuisiner ou chauffer les aliments durant la nuit.
Une version intègre une résistance électrique permettant d'aussi utiliser ce four la nuit.
Une boulangerie solaire en Inde, comme au Kivu, utilise le système de cuisson solaire Sunwings pour fabriquer des « biscuits solaires » en Inde. Vivek Kabra est reconnu pour avoir fabriqué le système de cuisson solaire à tube de verre le plus efficace.

### Concentrateur solaire à miroir de Fresnel

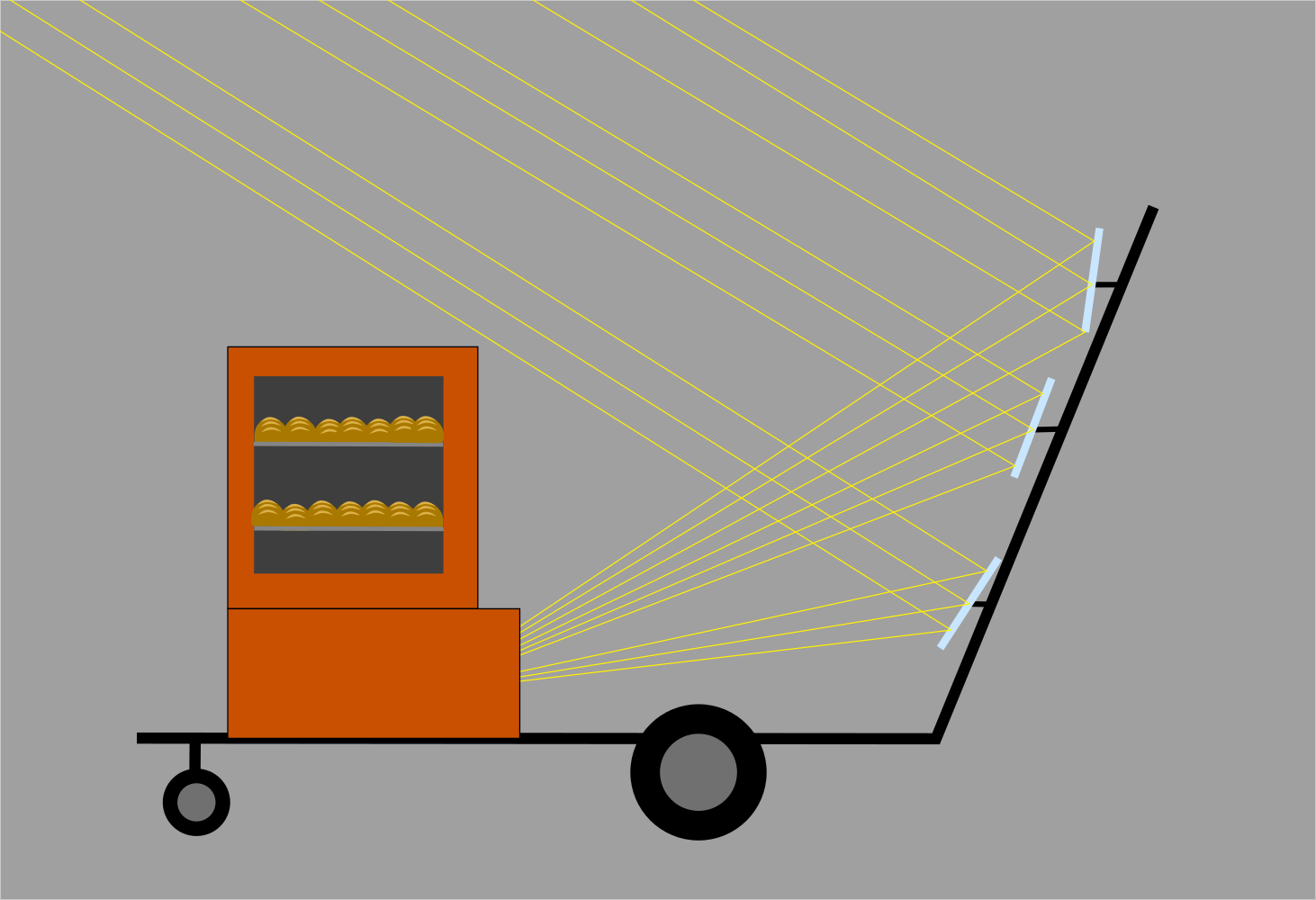
Schéma de la Lytefire.

Les miroirs de Fresnel consistent à approximer une parabole par plusieurs miroirs plans orientés dans différents sens. Cela permet d'avoir une grande efficacité (proche d'un miroir parabolique) à meilleur marché, car les miroirs plans sont bien moins coûteux que les miroirs paraboliques. Par exemple, la Lytefire est un concentrateur solaire inspiré des miroirs de Fresnel.
Une boulangerie solaire existe en Normandie. Le premier boulanger solaire de France utilise une Lytefire qui est un concentrateur solaire développé par une entreprise à impact finlandaise, Solar Fire Concentration Ltd et sa filiale française Solar Fire France. C'est un four solaire qui produit quelques kilowatts et qui permet de supporter une activité professionnelle toute l'année.

### Four solaire entonnoir
Un modèle de four solaire dit à entonnoir, inclinable, permet d'atteindre une puissance de 1 400 W.

## Accessoires

### Thermo-cuiseur
Il est possible, lorsque le point de stérilisation des aliments a été atteint, de placer l'ustensile de cuisson dans un caisson bien isolé dit « Marmite norvégienne » pour conserver la température et terminer la cuisson. Cela permet de continuer la cuisson si l'ensoleillement réduit, ou bien d'utiliser le four pour d'autres aliments.

### Matériaux de stockage de chaleur sensible (MSCS)et matériau à changement de phase (MCP)
Ces deux types de matériaux (associés ou non) dans un cuiseur solaire, permettent au dispositif d'accumuler des calories le jour et les rendre la nuit.
Une expérience a marié ces deux matériaux en plaçant l'autocuiseur dans deux pots concentriques le premier (pot intérieur) contenant un matériau à changement de phase MCP et le second contenant un matériau stockant la chaleur sensible (MSCS). Aux heures d'ensoleillement, le cuiseur se charge en calories, puis on le charge d'aliments à cuire, et on le place dans une boîte isolante où le PCM fournit la chaleur qu'il a emmagasinée aux aliments. Le MCP aide à la cuisson tandis que le matériau extérieur aide le PCM à maintenir ses performances.

### Matériaux isolants
La recherche se poursuit dans ce domaine comme elle se poursuit dans le domaine du stockage des calories de chauffage urbain ou des eaux chaudes domestiques. Les marmites norvégiennes et les four-boites nécessitent des isolants performants, durables et n'émettant pas de toxines.

## Fours solaires individuels dans le monde

### Fours solaires individuels en France
En France, on peut atteindre une température de pointe de 180 °C dans un cuiseur solaire possédant une vitre orientée à environ 45° par rapport à l'horizontale, et équipé de quatre réflecteurs en aluminium concentrant l'énergie solaire à l'intérieur du four.
Des cuiseurs paraboliques réalisés avec un matériau réflecteur durable et efficace, s'ils sont d'un diamètre suffisant, permettent d'obtenir des puissances comprises entre 1 000 et 5 000 W selon la saison, l’orientation et l'heure du jour. Ces modèles permettent de cuisiner tous les mois de l'année aussi rapidement qu'avec une cuisinière à gaz ou électrique. Des manuels de construction sont accessibles pour une réalisation artisanale et autonome.

### Maroc, Inde et Chine
Ce type de four s'est particulièrement bien implanté dans ces pays. En Chine, environ 140 000 unités sont écoulées par an, et l'Inde présente la plus grande concentration d'entreprises en fabriquant ; le Maroc où une unité de production a récemment été installée à Marrakech par P-Solar afin de produire en série ce type de four et de fournir toute l'Afrique. Les trois types de four sont pratiquement semblables.

Différents modèles de four
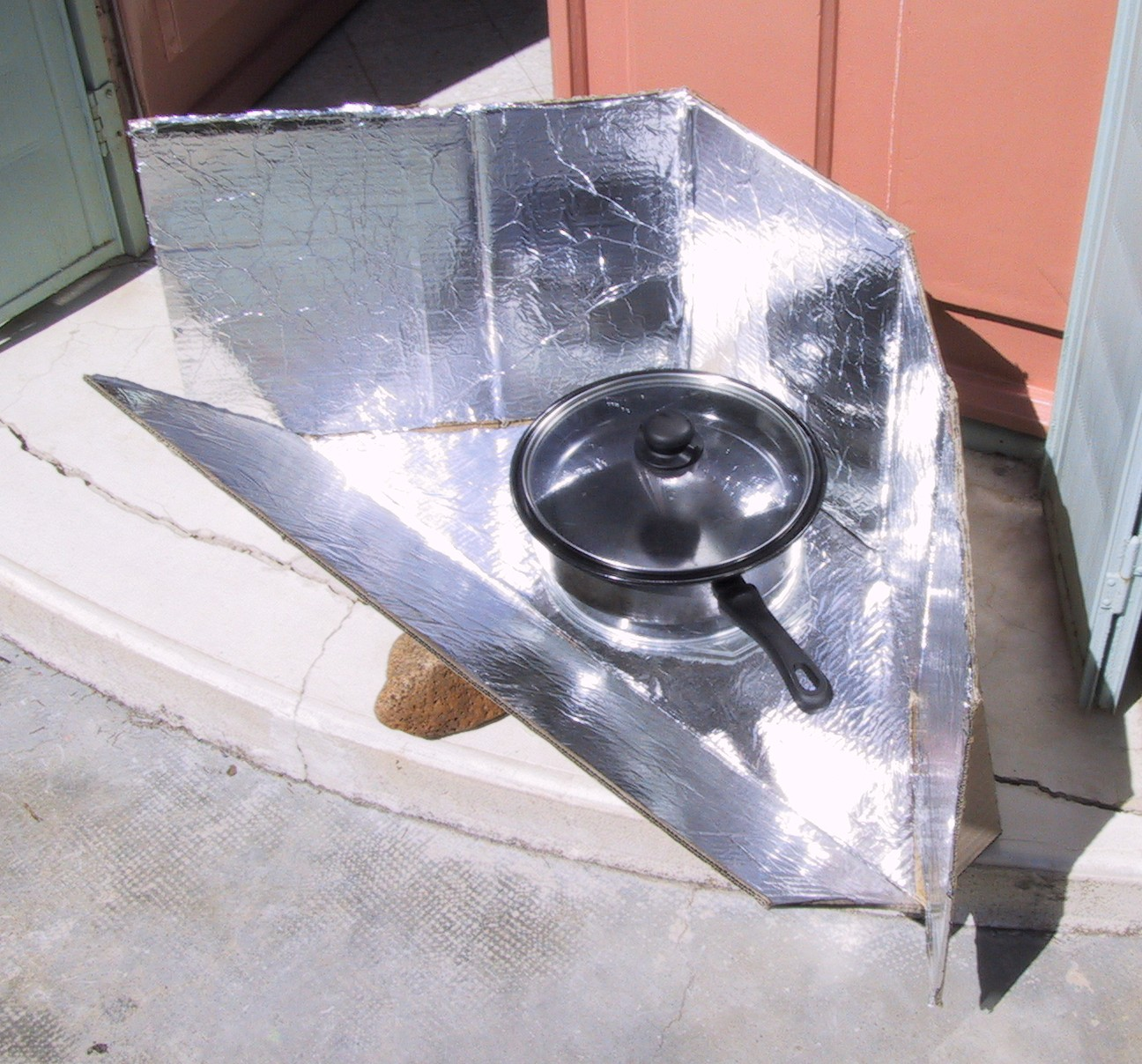
Cuiseur solaire rudimentaire.
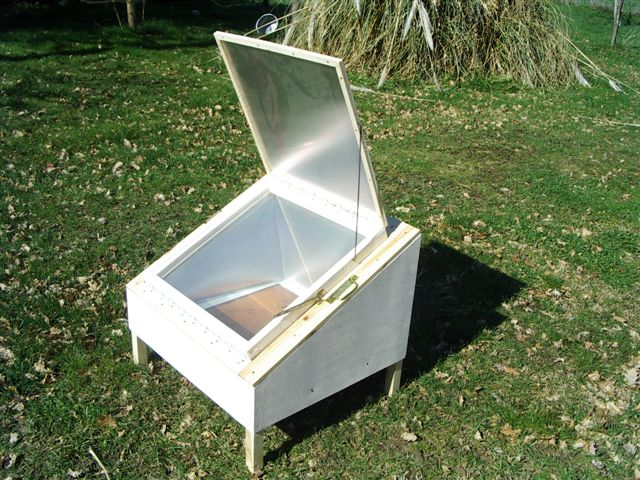
Four solaire en expérimentation[32].
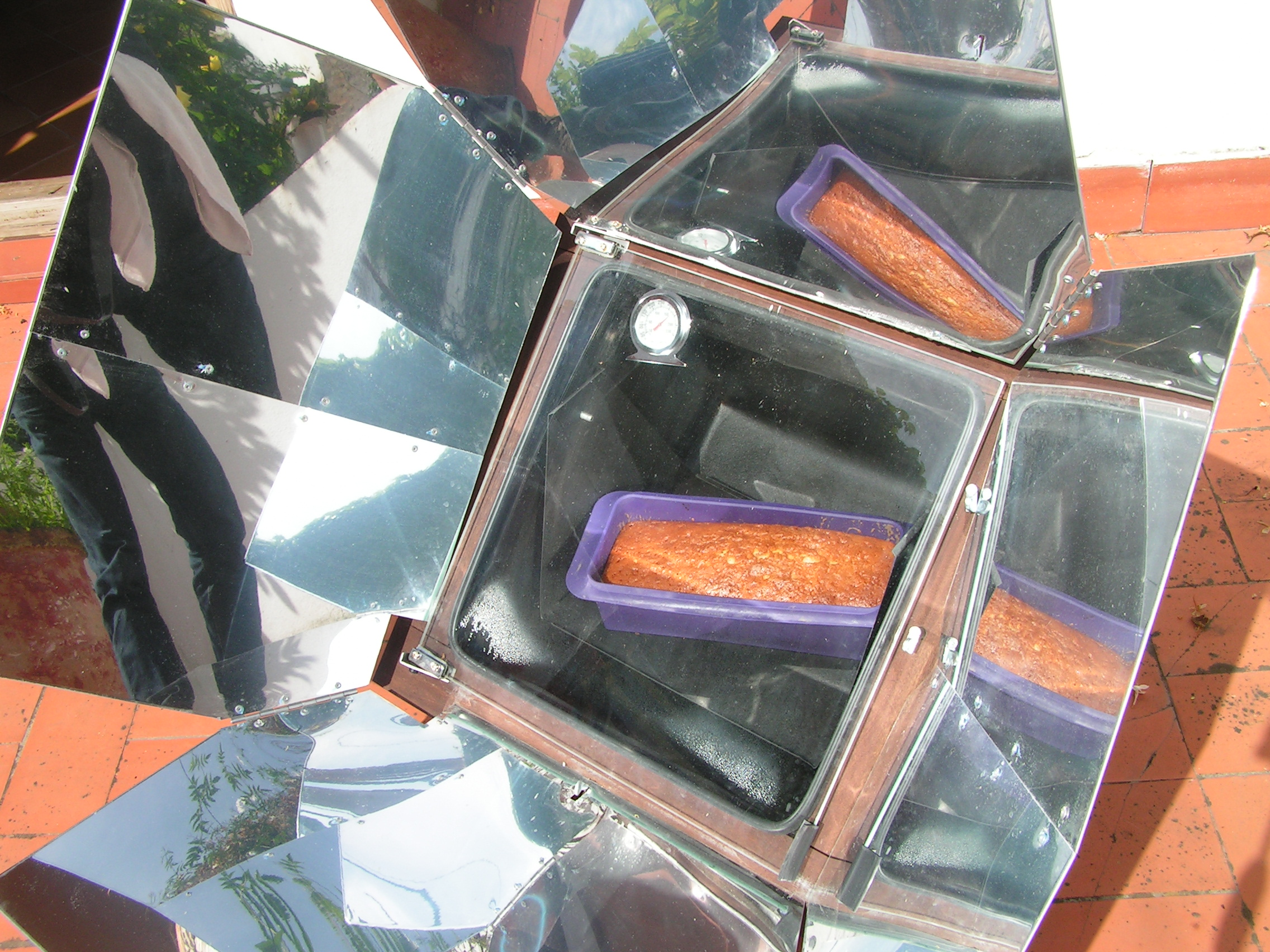
Four Global Sun Oven[33].
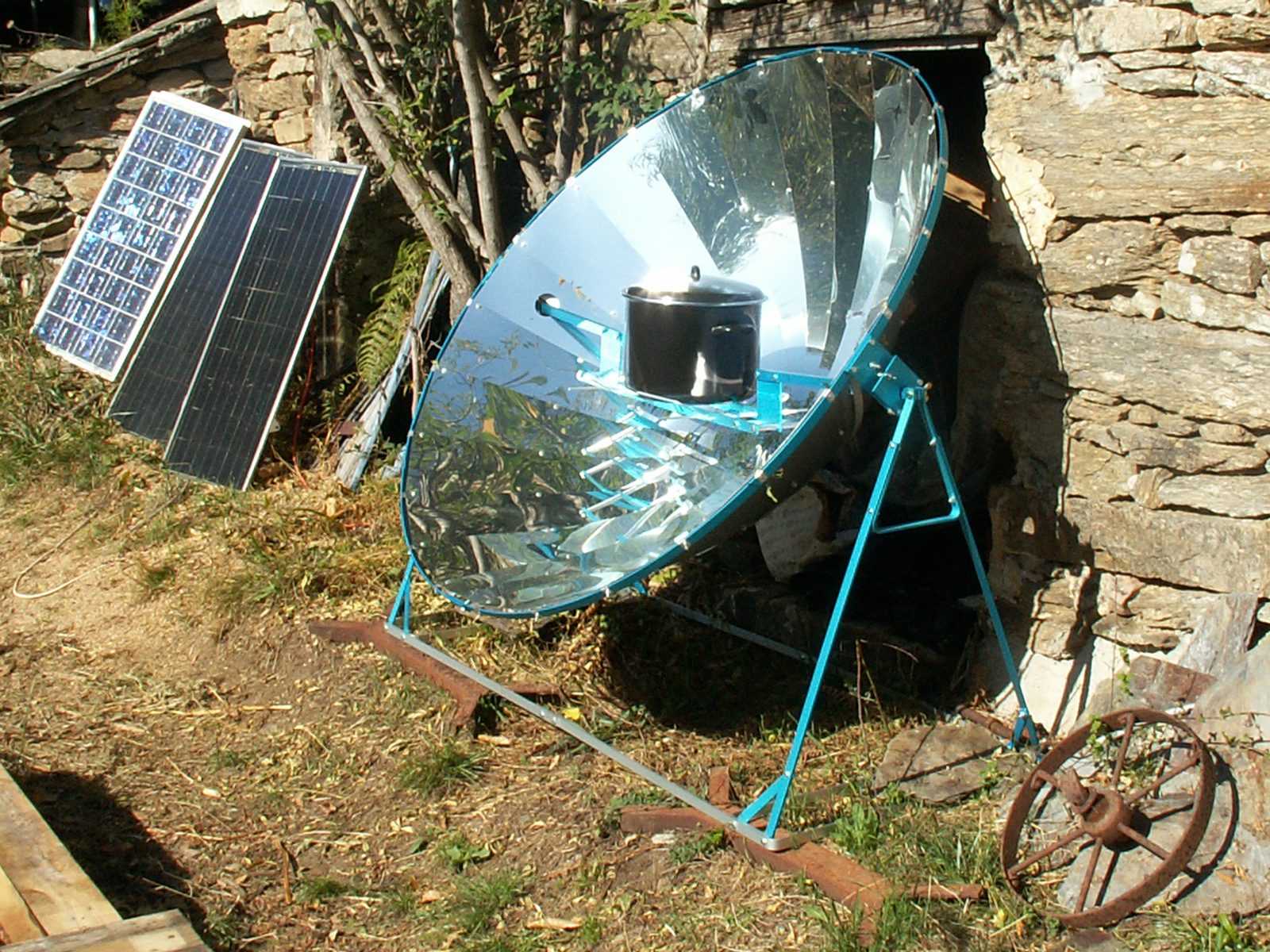
Parabole solaire Alsol 1.4.

### Afrique subsaharienne
La première cuisinière solaire sénégalaise est née en 1990. Elle a été mise au point par Abdoulaye Touré, président de l’association Palette, du Sénégal. En 2000, ce dernier a organisé un atelier de formation de formateurs, à Meckhe, auxquels ont participé quatre menuisiers et trois animatrices. D'autres ateliers, organisés notamment avec Initiatives Climat, ont permis de former des artisans dans plusieurs pays d’Afrique. À ce jour, plus de 15 000 fours ont été construits dans huit pays : Burkina Faso, Cameroun, Guinée Bissau, Maroc, Mauritanie, République Centrafricaine, République de Guinée et Sénégal.